# Santi Bonifacio e Alessio
Santi Bonifacio e Alessio är en kyrkobyggnad, mindre basilika och titelkyrka i Rom, helgad åt Bonifatius av Tarsus och Alexius av Rom. Kyrkan är belägen vid Via di Santa Sabina i Rione Ripa och tillhör församlingen Santa Prisca.

## Kyrkans historia
Kyrkan grundades på 300-talet och var ursprungligen helgad åt Bonifatius av Tarsus. År 1217 lät påve Honorius III lägga till Alexius av Rom i dedikationen. Påve Martin V överlät 1426 kyrkan åt hieronymiter. I slutet av 1500-talet förföll kyrkan och restaurerades. I mitten av 1700-talet genomgick kyrkan en genomgripande ombyggnad under ledning av arkitekten Tommaso de Marchis.
I kyrkan bevaras resterna av den trappa, under vilken den helige Alexius dog. Skulpturen föreställande den döende Alexius är ett verk av Andrea Bergondi. I höger sidoskepp återfinns gravmonumentet över Eleonora Boncompagni Borghese (1642–1695), ritat av Giovanni Battista Contini och utfört av Andrea Fucigna. Från början fanns monumentet i kyrkan Santa Lucia dei Ginnasi, men flyttades hit då Santa Lucia-kyrkan revs år 1936.

## Titelkyrka
Kyrkan stiftades som titelkyrka år 1587 av påve Sixtus V.
Kardinalpräster under 1900- och 2000-talet
- Angelo Di Pietro: 1893–1903
- Sebastián Herrero Espinosa de los Monteros: 27 augusti 1903 – 9 december 1903
- Joaquim Arcoverde de Albuquerque Cavalcanti: 1905–1930
- Sebastião Leme da Silveira Cintra: 1930–1942
- Jaime de Barros Câmara: 1946–1971
- Avelar Brandão Vilela: 1973–1986
- Lucas Moreira Neves: 1988–1998; in commendam 1998–2002
- Eusébio Scheid: 2003–2021

## Bilder
| - Exteriören. - Altare med trappreliken och en skulptur föreställande den döende Alexius. - Gravmonument över Eleonora Boncompagni Borghese. |